# Bob-Weltcup 1996/97
Der Bob-Weltcup 1996/97 begann für die Frauen im Dezember 1996 im kanadischen Calgary und für die Männer am 24. November 1996 im deutschen Altenberg. Die Frauen beendeten die Weltcupsaison nach zwei Stationen am 16. Februar 1997 in Winterberg. Die Männer trugen bis zum 26. Februar 1997 insgesamt sieben Weltcuprennen aus.
Der Höhepunkt der Saison waren die Weltmeisterschaften im schweizerischen St. Moritz.

## Einzelergebnisse der Weltcupsaison 1996/97

### Weltcupkalender der Frauenwettbewerbe
| # | Datum            | Land        | Ort        | Wettkampfstätte                         |
| - | ---------------- | ----------- | ---------- | --------------------------------------- |
| 1 | Dezember 1996    | Kanada      | Calgary    | Calgary’s WinSport Bobsleigh/Luge Track |
| 2 | Dezember 1996    | Kanada      | Calgary    | Calgary’s WinSport Bobsleigh/Luge Track |
| 3 | 15. Februar 1997 | Deutschland | Winterberg | Veltins-Eisarena                        |
| 4 | 16. Februar 1997 | Deutschland | Winterberg | Veltins-Eisarena                        |

### Weltcupergebnisse der Frauenwettbewerbe
| 1. Weltcup in Calgary, Dezember 1996 | 1. Weltcup in Calgary, Dezember 1996 | 1. Weltcup in Calgary, Dezember 1996 | 1. Weltcup in Calgary, Dezember 1996 | 1. Weltcup in Calgary, Dezember 1996 |
| ------------------------------------ | ------------------------------------ | ------------------------------------ | ------------------------------------ | ------------------------------------ |
| Disziplin                            | Erster Platz                         | Zweiter Platz                        | Dritter Platz                        |                                      |
| Zweierbob                            | ?                                    | ?                                    | ?                                    |                                      |

| 2. Weltcup in Calgary, Dezember 1996 | 2. Weltcup in Calgary, Dezember 1996 | 2. Weltcup in Calgary, Dezember 1996 | 2. Weltcup in Calgary, Dezember 1996 | 2. Weltcup in Calgary, Dezember 1996 |
| ------------------------------------ | ------------------------------------ | ------------------------------------ | ------------------------------------ | ------------------------------------ |
| Disziplin                            | Erster Platz                         | Zweiter Platz                        | Dritter Platz                        |                                      |
| Zweierbob                            | ?                                    | ?                                    | ?                                    |                                      |

| 3. Weltcup in Winterberg, 15. Februar 1997 | 3. Weltcup in Winterberg, 15. Februar 1997 | 3. Weltcup in Winterberg, 15. Februar 1997 | 3. Weltcup in Winterberg, 15. Februar 1997 | 3. Weltcup in Winterberg, 15. Februar 1997 |
| ------------------------------------------ | ------------------------------------------ | ------------------------------------------ | ------------------------------------------ | ------------------------------------------ |
| Disziplin                                  | Erster Platz                               | Zweiter Platz                              | Dritter Platz                              |                                            |
| Zweierbob                                  | Françoise Burdet Katharina Sutter          | Heike Storch Petra Würfel                  | Michelle Coy Cheryl Done                   |                                            |

| 4. Weltcup in Winterberg, 16. Februar 1997 | 4. Weltcup in Winterberg, 16. Februar 1997 | 4. Weltcup in Winterberg, 16. Februar 1997 | 4. Weltcup in Winterberg, 16. Februar 1997 | 4. Weltcup in Winterberg, 16. Februar 1997 |
| ------------------------------------------ | ------------------------------------------ | ------------------------------------------ | ------------------------------------------ | ------------------------------------------ |
| Disziplin                                  | Erster Platz                               | Zweiter Platz                              | Dritter Platz                              |                                            |
| Zweierbob                                  | Françoise Burdet Doris Marugg              | Heike Storch Iris Waikinet                 | Michelle Coy Cheryl Done                   |                                            |

### Weltcupkalender der Männerwettbewerbe
| #  | Datum                            | Land        | Ort               | Wettkampfstätte                         | Anmerkung                                                |
| -- | -------------------------------- | ----------- | ----------------- | --------------------------------------- | -------------------------------------------------------- |
| 1  | 24. November – 25. November 1996 | Deutschland | Altenberg         | Rennschlitten- und Bobbahn Altenberg    |                                                          |
| 2  | 30. November – 1. Dezember 1996  | Frankreich  | La Plagne         | Piste de La Plagne                      |                                                          |
| 3  | 7. Dezember – 8. Dezember 1996   | Österreich  | Innsbruck-Igls    | Olympia Eiskanal Innsbruck-Igls         |                                                          |
| 4  | 14. Dezember – 15. Dezember 1996 | Italien     | Cortina d’Ampezzo | Pista olimpica Eugenio Monti            |                                                          |
| 5  | 18. Januar – 19. Januar 1997     | Deutschland | Königssee         | Kunsteisbahn Königssee                  | gleichzeitig EM 1997                                     |
| WM | 24. Januar – 2. Februar 1997     | Schweiz     | St. Moritz        | Olympia Bob Run St. Moritz–Celerina     |                                                          |
| 6  | 15. Februar – 16. Februar 1997   | Kanada      | Calgary           | Calgary’s WinSport Bobsleigh/Luge Track | Ausfall des Viererbob-Wettbewerbs                        |
| 7  | 22. Februar – 26. Februar 1997   | Japan       | Nagano            | Spiral                                  | zusätzlicher Viererbob-Wettbewerb als Ersatz für Calgary |

### Weltcupergebnisse der Männerwettbewerbe
| 1. Weltcup in Altenberg, 23. November – 24. November 1996 | 1. Weltcup in Altenberg, 23. November – 24. November 1996          | 1. Weltcup in Altenberg, 23. November – 24. November 1996         | 1. Weltcup in Altenberg, 23. November – 24. November 1996             | 1. Weltcup in Altenberg, 23. November – 24. November 1996 |
| --------------------------------------------------------- | ------------------------------------------------------------------ | ----------------------------------------------------------------- | --------------------------------------------------------------------- | --------------------------------------------------------- |
| Disziplin                                                 | Erster Platz                                                       | Zweiter Platz                                                     | Dritter Platz                                                         |                                                           |
| Zweierbob                                                 | Pierre Lueders Dave MacEachern                                     | Jim Herberich Garrett Hines                                       | Matthias Benesch Lars Bolte                                           |                                                           |
| Viererbob                                                 | DeutschlandHarald Czudaj Torsten Voss Alexander Szelig Udo Lehmann | DeutschlandChristoph Langen Kai-Uwe Kohlert Sven Rühr Olaf Hampel | DeutschlandWolfgang Hoppe Ulf Hielscher René Hannemann Carsten Embach |                                                           |

| 2. Weltcup in La Plagne, 30. November – 1. Dezember 1996 | 2. Weltcup in La Plagne, 30. November – 1. Dezember 1996                 | 2. Weltcup in La Plagne, 30. November – 1. Dezember 1996          | 2. Weltcup in La Plagne, 30. November – 1. Dezember 1996                | 2. Weltcup in La Plagne, 30. November – 1. Dezember 1996 |
| -------------------------------------------------------- | ------------------------------------------------------------------------ | ----------------------------------------------------------------- | ----------------------------------------------------------------------- | -------------------------------------------------------- |
| Disziplin                                                | Erster Platz                                                             | Zweiter Platz                                                     | Dritter Platz                                                           |                                                          |
| Zweierbob                                                | Pierre Lueders David MacEachern                                          | Jim Herberich Garrett Hines                                       | Günther Huber Antonio Tartaglia                                         |                                                          |
| Viererbob                                                | DeutschlandDirk Wiese Christoph Bartsch Thorsten Weber Michael Liekmeier | SchweizMarcel Rohner Markus Wasser Thomas Schreiber Roland Tanner | ItalienGünther Huber Antonio Tartaglia Massimiliano Rota Marco Menchini |                                                          |

| 3. Weltcup in Igls, 7. Dezember 1996 – 8. Dezember 1996 | 3. Weltcup in Igls, 7. Dezember 1996 – 8. Dezember 1996                   | 3. Weltcup in Igls, 7. Dezember 1996 – 8. Dezember 1996           | 3. Weltcup in Igls, 7. Dezember 1996 – 8. Dezember 1996          | 3. Weltcup in Igls, 7. Dezember 1996 – 8. Dezember 1996 |
| ------------------------------------------------------- | ------------------------------------------------------------------------- | ----------------------------------------------------------------- | ---------------------------------------------------------------- | ------------------------------------------------------- |
| Disziplin                                               | Erster Platz                                                              | Zweiter Platz                                                     | Dritter Platz                                                    |                                                         |
| Zweierbob                                               | Brian Shimer Randy Jones                                                  | Günther Huber Antonio Tartaglia                                   | Pierre Lueders David MacEachern                                  |                                                         |
| Viererbob                                               | DeutschlandDirk Wiese Christoph Bartsch Kai-Uwe Kohlert Michael Liekmeier | SchweizMarcel Rohner Markus Nüssli Thomas Schreiber Roland Tanner | DeutschlandWolfgang Hoppe Sven Rühr Oliver Felsen Carsten Embach |                                                         |

| 4. Weltcup in Cortina d’Ampezzo, 14. Dezember 1996– 15. Dezember 1996 | 4. Weltcup in Cortina d’Ampezzo, 14. Dezember 1996– 15. Dezember 1996   | 4. Weltcup in Cortina d’Ampezzo, 14. Dezember 1996– 15. Dezember 1996 | 4. Weltcup in Cortina d’Ampezzo, 14. Dezember 1996– 15. Dezember 1996     | 4. Weltcup in Cortina d’Ampezzo, 14. Dezember 1996– 15. Dezember 1996 |
| --------------------------------------------------------------------- | ----------------------------------------------------------------------- | --------------------------------------------------------------------- | ------------------------------------------------------------------------- | --------------------------------------------------------------------- |
| Disziplin                                                             | Erster Platz                                                            | Zweiter Platz                                                         | Dritter Platz                                                             |                                                                       |
| Zweierbob                                                             | Brian Shimer Robert Olesen                                              | Günther Huber Antonio Tartaglia                                       | Sepp Dostthaler Olaf Hampel                                               |                                                                       |
| Viererbob                                                             | ItalienGünther Huber Marco Menchini Antonio Tartaglia Massimiliano Rota | Vereinigte StaatenBrian Shimer Robert Olesen Chip Minton Randy Jones  | DeutschlandDirk Wiese Michael Liekmeier Christoph Bartsch Kai-Uwe Kohlert |                                                                       |

| 5. Weltcup und Europameisterschaften in Königssee, 18. Januar 1997 – 19. Januar 1997 | 5. Weltcup und Europameisterschaften in Königssee, 18. Januar 1997 – 19. Januar 1997 | 5. Weltcup und Europameisterschaften in Königssee, 18. Januar 1997 – 19. Januar 1997 | 5. Weltcup und Europameisterschaften in Königssee, 18. Januar 1997 – 19. Januar 1997                                                           | 5. Weltcup und Europameisterschaften in Königssee, 18. Januar 1997 – 19. Januar 1997 |
| ------------------------------------------------------------------------------------ | ------------------------------------------------------------------------------------ | ------------------------------------------------------------------------------------ | --- | ------------------------------------------------------------------------------------ |
| Disziplin                                                                            | Erster Platz                                                                         | Zweiter Platz                                                                        | Dritter Platz |                                                                                      |
| Zweierbob                                                                            | Günther Huber Antonio Tartaglia                                                      | Sepp Dostthaler Thomas Platzer                                                       | Reto Götschi Guido Acklin |                                                                                      |
| Viererbob                                                                            | SchweizReto Götschi Guido Acklin Daniel Giger Beat Seitz                             | SchweizMarcel Rohner Markus Nüssli Thomas Schreiber Roland Tanner                    | DeutschlandHarald Czudaj Torsten Voss Alexander Szelig Udo Lehmann DeutschlandDirk Wiese Christoph Bartsch Markus Zimmermann Michael Liekmeier |                                                                                      |

| Weltmeisterschaft in St. Moritz, 24. Januar 1997 – 2. Februar 1997 | Weltmeisterschaft in St. Moritz, 24. Januar 1997 – 2. Februar 1997 | Weltmeisterschaft in St. Moritz, 24. Januar 1997 – 2. Februar 1997     | Weltmeisterschaft in St. Moritz, 24. Januar 1997 – 2. Februar 1997   | Weltmeisterschaft in St. Moritz, 24. Januar 1997 – 2. Februar 1997 |
| ------------------------------------------------------------------ | ------------------------------------------------------------------ | ---------------------------------------------------------------------- | -------------------------------------------------------------------- | ------------------------------------------------------------------ |
| Disziplin                                                          | Erster Platz                                                       | Zweiter Platz                                                          | Dritter Platz                                                        |                                                                    |
| Zweierbob                                                          | Reto Götschi Guido Acklin                                          | Günther Huber Antonio Tartaglia                                        | Brian Shimer Robert Olesen                                           |                                                                    |
| Viererbob                                                          | DeutschlandWolfgang Hoppe Sven Rühr René Hannemann Carsten Embach  | DeutschlandDirk Wiese Christoph Bartsch Torsten Voss Michael Liekmeier | Vereinigte StaatenBrian Shimer Chip Minton Randy Jones Robert Olesen |                                                                    |

| 6. Weltcup in Calgary, 15. Februar 1997 – 16. Februar 1997 | 6. Weltcup in Calgary, 15. Februar 1997 – 16. Februar 1997 | 6. Weltcup in Calgary, 15. Februar 1997 – 16. Februar 1997 | 6. Weltcup in Calgary, 15. Februar 1997 – 16. Februar 1997 | 6. Weltcup in Calgary, 15. Februar 1997 – 16. Februar 1997 |
| ---------------------------------------------------------- | ---------------------------------------------------------- | ---------------------------------------------------------- | ---------------------------------------------------------- | ---------------------------------------------------------- |
| Disziplin                                                  | Erster Platz                                               | Zweiter Platz                                              | Dritter Platz                                              |                                                            |
| Zweierbob                                                  | Pierre Lueders David MacEachern                            | Brian Shimer Robert Olesen                                 | Günther Huber Antonio Tartaglia                            |                                                            |
| Viererbob                                                  | ausgefallen                                                | ausgefallen                                                | ausgefallen                                                |                                                            |

| 6. Weltcup in Nagano, 25. Februar 1997 1 | 6. Weltcup in Nagano, 25. Februar 1997 1                             | 6. Weltcup in Nagano, 25. Februar 1997 1                                 | 6. Weltcup in Nagano, 25. Februar 1997 1                             | 6. Weltcup in Nagano, 25. Februar 1997 1 |
| ---------------------------------------- | -------------------------------------------------------------------- | ------------------------------------------------------------------------ | -------------------------------------------------------------------- | ---------------------------------------- |
| Disziplin                                | Erster Platz                                                         | Zweiter Platz                                                            | Dritter Platz                                                        |                                          |
| Viererbob                                | Vereinigte StaatenBrian Shimer Chip Minton Randy Jones Robert Olesen | DeutschlandDirk Wiese Christoph Bartsch Thorsten Weber Michael Liekmeier | FrankreichBruno Mingeon Emmanuel Hostache Éric Le Chanony Max Robert |                                          |

| 7. Weltcup in Nagano, 22. Februar – 26. Februar 1997 | 7. Weltcup in Nagano, 22. Februar – 26. Februar 1997     | 7. Weltcup in Nagano, 22. Februar – 26. Februar 1997                 | 7. Weltcup in Nagano, 22. Februar – 26. Februar 1997              | 7. Weltcup in Nagano, 22. Februar – 26. Februar 1997 |
| ---------------------------------------------------- | -------------------------------------------------------- | -------------------------------------------------------------------- | ----------------------------------------------------------------- | ---------------------------------------------------- |
| Disziplin                                            | Erster Platz                                             | Zweiter Platz                                                        | Dritter Platz                                                     |                                                      |
| Zweierbob                                            | Pierre Lueders David MacEachern                          | Reto Götschi Guido Acklin Jim Herberich John Kasper                  |                                                                   |                                                      |
| Viererbob                                            | SchweizReto Götschi Guido Acklin Daniel Giger Beat Seitz | Vereinigte StaatenBrian Shimer Chip Minton Randy Jones Robert Olesen | SchweizMarcel Rohner Markus Wasser Thomas Schreiber Roland Tanner |                                                      |

## Weltcupstände

### Gesamtstand im Zweierbob der Frauen
| Rang | Bobpilotin       | Land                   | Punkte |
| ---- | ---------------- | ---------------------- | ------ |
| 1.   | Françoise Burdet | Schweiz                | 117    |
| 2.   | Michelle Coy     | Vereinigtes Königreich | 112    |
| 2.   | Heike Storch     | Deutschland            | 112    |

### Gesamtstand im Zweierbob der Männer
| Rang | Pilot               | Land                     | ALT | LAP | IGL | COR | KÖN | CAL | NAG | Punkte |
| ---- | ------------------- | ------------------------ | --- | --- | --- | --- | --- | --- | --- | ------ |
| 01   | Pierre Lueders      | Kanada                   | 1   | 1   | 3   | 5   | 11  | 1   | 1   | 224 2  |
| 02   | Günther Huber       | Italien                  | 5   | 3   | 2   | 2   | 1   | 3   | 5   | 224    |
| 03   | Brian Shimer        | Vereinigte Staaten       | −   | 7   | 1   | 1   | 4   | 2   | 6   | 190    |
| 04   | Sepp Dostthaler     | Deutschland              | 4   | 15  | 4   | 3   | 2   | 8   | 7   | 189    |
| 05   | Jim Herberich       | Vereinigte Staaten       | 2   | 2   | 10  | 13  | 21  | 8   | 2   | 174    |
| 06   | Hubert Schösser     | Österreich               | 11  | 4   | 8   | 10  | 9   | 10  | 9   | 159    |
| 07   | Sean Olsson         | Vereinigtes Königreich   | 10  | 6   | 9   | 4   | 15  | 11  | 12  | 154    |
| 08   | Reto Götschi        | Schweiz                  | 9   | 13  | 5   | 17  | 3   | −   | 2   | 148    |
| 09   | Jiri Dzmura         | Tschechien               | 15  | 9   | 7   | 11  | −   | 5   | 6   | 136    |
| 10   | Marcel Rohner       | Schweiz                  | 7   | 14  | 12  | 15  | 13  | 12  | 11  | 133    |
| 11   | Tuffield Lattour    | Vereinigte Staaten       | 16  | 5   | 17  | 8   | 7   | 7   | DSQ | 128    |
| 12   | Chris Lori          | Kanada                   | 8   | 12  | 13  | 13  | −   | 4   | 13  | 126    |
| 13   | Sandis Prūsis       | Lettland                 | 17  | 11  | 19  | 19  | 12  | 12  | 8   | 119    |
| 14   | Pavel Puskar        | Tschechien               | 21  | 17  | 18  | 23  | 10  | 6   | 14  | 109    |
| 14   | Dirk Wiese          | Deutschland              | −   | 10  | 6   | 6   | −   | 16  | 10  | 109    |
| 16   | Éric Alard          | Frankreich               | 13  | 8   | 16  | 7   | 19  | 17  | −   | 106    |
| 17   | Bruno Mingeon       | Frankreich               | 14  | 16  | 21  | 9   | 14  | 19  | 18  | 105    |
| 18   | Matthias Benesch    | Deutschland              | 3   | −   | 14  | 12  | 6   | −   | 22  | 103    |
| 19   | Hannes Conti        | Österreich               | 27  | 10  | −   | 20  | 18  | 14  | 17  | 80     |
| 20   | Christian Reich     | Schweiz                  | −   | 19  | 15  | −   | 5   | −   | 15  | 72     |
| 21   | Fabrizio Tosini     | Italien                  | 25  | 20  | 24  | 24  | −   | 18  | 19  | 56     |
| 22   | Dieter Kofler       | Italien                  | 22  | 26  | 25  | 16  | 16  | −   | −   | 50     |
| 23   | Kurt Einberger      | Österreich               | 23  | 21  | 20  | −   | 20  | −   | 25  | 46     |
| 23   | Toshio Wakita       | Japan                    | 20  | 22  | 22  | 27  | 28  | −   | 21  | 46     |
| 23   | Naomi Tagewaki      | Japan                    | 26  | 23  | 23  | 22  | −   | −   | 15  | 46     |
| 26   | Michel Vatrican     | Monaco                   | 31  | 32  | 26  | 21  | 17  | 20  | 26  | 43     |
| 27   | Rob Geurts          | Niederlande              | 19  | 28  | 27  | −   | –   | 22  | 20  | 38     |
| 28   | Dominik Scherrer    | Schweiz                  | 12  | –   | −   | 18  | –   | –   | –   | 32     |
| 28   | Gilbert Bessi       | Monaco                   | 18  | 30  | 34  | 26  | 24  | 25  | 27  | 32     |
| 30   | Christoph Langen    | Deutschland              | 6   | DNS | –   | –   | –   | –   | −   | 26     |
| 31   | Gray Kittle         | Kanada                   | 33  | 24  | 30  | −   | −   | 15  | −   | 24     |
| 32   | Rene Spies          | Deutschland              | −   | −   | −   | 8   | –   | –   | −   | 23     |
| 32   | Arend Glas          | Niederlande              | DNS | 27  | 31  | 31  | 25  | 25  | 23  | 23     |
| 34   | Pavel Shcheglovsky  | Russland                 | 24  | 29  | 29  | 25  | 26  | –   | –   | 22     |
| 35   | Arnfinn Kristiansen | Norwegen                 | 28  | 18  | 28  | 29  | −   | –   | –   | 21     |
| 36   | Sivio Calcagno      | Italien                  | −   | −   | –   | –   | 22  | 21  | 28  | 20     |
| 37   | Graham Richardson   | Vereinigtes Königreich   | –   | –   | –   | –   | 29  | 24  | 24  | 16     |
| 38   | Petr Ramseidl       | Tschechien               | –   | –   | –   | –   | 23  | −   | −   | 8      |
| 39   | Gerhard Rainer      | Österreich               | –   | 25  | –   | –   | −   | −   | −   | 6      |
| 40   | Rob Pope            | Vereinigtes Königreich   | 30  | 33  | 33  | 28  | −   | −   | −   | 4      |
| 40   | Yuriy Panchuk       | Ukraine                  | –   | –   | –   | –   | 27  | −   | –   | 4      |
| 42   | Vitali Sacharenko   | Russland                 | 29  | 34  | 35  | 30  | 33  | –   | –   | 3      |
| 43   | Jason Giobbi        | Australien               | –   | 30  | 32  | −   | −   | –   | –   | 1      |
| 43   | Gregory Sun         | Trinidad und Tobago      | –   | –   | –   | –   | –   | 26  | −   | 1      |
| 43   | Gatis Guts          | Lettland                 | –   | –   | –   | –   | 30  | –   | −   | 1      |
| 43   | Kuan-Ming Sun       | Chinesisch Taipeh        | –   | –   | –   | –   | –   | –   | 29  | 1      |
| 47   | Paul Neagu          | Rumänien                 | –   | –   | –   | –   | 31  | –   | –   | 0      |
| 47   | Bart Carpentier     | Niederländische Antillen | –   | –   | –   | –   | 34  | –   | –   | 0      |
| 47   | Florian Enache      | Rumänien                 | 32  | –   | –   | –   | 32  | –   | –   | 0      |

### Gesamtstand im Viererbob der Männer
| Rang | Pilot               | Land                   | ALT | LAP | IGL | COR | KÖN | NAG1 | NAG2 | Punkte |
| ---- | ------------------- | ---------------------- | --- | --- | --- | --- | --- | ---- | ---- | ------ |
| 01   | Marcel Rohner       | Schweiz                | 5   | 2   | 2   | 10  | 2   | 4    | 3    | 207    |
| 02   | Wolfgang Hoppe      | Deutschland            | 3   | 5   | 3   | 6   | 5   | 7    | 4    | 195    |
| 03   | Günther Huber       | Italien                | 4   | 3   | 10  | 1   | 7   | 6    | 6    | 190    |
| 04   | Dirk Wiese          | Deutschland            | −   | 1   | 1   | 3   | 3   | 2    | 12   | 185    |
| 05   | Brian Shimer        | Vereinigte Staaten     | −   | 6   | 6   | 2   | 9   | 1    | 2    | 172    |
| 06   | Bruno Mingeon       | Frankreich             | 7   | 7   | 12  | 14  | 9   | 3    | 7    | 158    |
| 07   | Reto Götschi        | Schweiz                | −   | 4   | 6   | 7   | 1   | −    | 1    | 149    |
| 08   | Sandis Prūsis       | Lettland               | 8   | 9   | 11  | 12  | 15  | 5    | 8    | 146    |
| 08   | Jim Herberich       | Vereinigte Staaten     | 11  | 12  | 9   | 8   | 14  | 9    | 5    | 146    |
| 10   | Hubert Schösser     | Österreich             | DNS | 11  | 4   | 4   | 6   | 10   | 15   | 140    |
| 11   | Harald Czudaj       | Deutschland            | 1   | −   | 8   | 5   | 3   | −    | 13   | 136    |
| 12   | Pierre Lueders      | Kanada                 | 6   | 15  | 13  | 9   | DNS | 7    | 9    | 125    |
| 13   | Sean Olsson         | Vereinigtes Königreich | DSQ | 10  | 15  | 13  | 8   | 11   | 11   | 115    |
| 14   | Chris Lori          | Kanada                 | 10  | 13  | 18  | 15  | −   | 13   | 17   | 96     |
| 15   | Christian Reich     | Schweiz                | −   | 8   | 5   | −   | 11  | −    | 10   | 91     |
| 16   | Fabrizio Tosini     | Italien                | 15  | 19  | 17  | 11  | −   | 14   | 18   | 86     |
| 17   | Kurt Einberger      | Österreich             | 9   | 14  | 21  | −   | 16  | 15   | 19   | 85     |
| 18   | Tuffield Lattour    | Vereinigte Staaten     | 12  | 19  | 24  | DNS | 20  | 12   | 16   | 79     |
| 19   | Jiri Dzmura         | Tschechien             | 14  | 18  | 13  | 19  | −   | 16   | DNS  | 69     |
| 20   | Toshio Wakita       | Japan                  | 18  | 21  | 25  | 17  | DNS | −    | 14   | 59     |
| 21   | Gilbert Bessi       | Monaco                 | 16  | 23  | 27  | 25  | 22  | 17   | 22   | 52     |
| 22   | Éric Alard          | Frankreich             | 19  | 16  | 22  | −   | 17  | −    | −    | 50     |
| 22   | Hannes Conti        | Österreich             | 21  | −   | 15  | 24  | 13  | −    | −    | 50     |
| 24   | Dieter Kofler       | Italien                | 17  | 22  | 20  | −   | 18  | −    | −    | 46     |
| 25   | Pavel Puskar        | Tschechien             | 26  | 27  | 23  | 20  | 12  | −    | −    | 45     |
| 26   | Arnfinn Kristiansen | Norwegen               | 23  | 17  | 19  | 23  | –   | –    | –    | 42     |
| 26   | Arend Glas          | Niederlande            | 24  | 24  | 28  | 22  | 21  | 19   | 23   | 42     |
| 28   | Christoph Langen    | Deutschland            | 2   | –   | −   | –   | –   | –    | –    | 34     |
| 29   | Dominik Scherrer    | Schweiz                | 13  | –   | –   | 18  | –   | –    | –    | 31     |
| 30   | Naomi Tagewaki      | Japan                  | 27  | 24  | 30  | 21  | −   | −    | 20   | 29     |
| 31   | Pavel Shcheglovsky  | Russland               | 22  | 29  | 31  | 27  | 19  | –    | −    | 23     |
| 32   | Rob Pope            | Vereinigtes Königreich | 25  | 26  | 28  | 26  | DSQ | –    | –    | 15     |
| 32   | Pasquale Gesuito    | Italien                | –   | –   | –   | 16  | –   | –    | –    | 15     |
| 32   | Dudley Stokes       | Jamaika                | –   | –   | −   | –   | –   | 17   | 21   | 15     |
| 35   | Guy Luedi           | Schweiz                | 20  | −   | –   | –   | –   | –    | –    | 11     |
| 36   | Jason Giobbi        | Australien             | –   | 30  | 26  | –   | –   | –    | –    | 6      |
| 36   | Paul Neagu          | Rumänien               | –   | –   | –   | –   | 23  | −    | −    | 8      |
| 38   | Petr Ramseidl       | Tschechien             | –   | –   | –   | −   | 24  | −    | −    | 7      |
| 39   | Gerhard Rainer      | Österreich             | −   | 28  | −   | −   | −   | −    | −    | 3      |
| 40   | Florian Enache      | Rumänien               | 28  | –   | –   | –   | 25  | −    | –    | 9      |
| 40   | Gregory Sun         | Trinidad und Tobago    | –   | –   | –   | –   | –   | –    | 24   | 7      |
| 42   | Albert Grimaldi     | Monaco                 | –   | –   | 32  | −   | −   | –    | –    | 0      |

### Gesamtstand in der Kombination der Männer
Für die Wertung der Kombination wurden die Punkte aus den Ergebnissen des Zweier- und Viererbobs addiert. Da vergleichsweise viele Piloten nur in einer Disziplin teilnahmen, wurde als Vergleich ein Kombinationsgesamtstand nach heutigen Maßstäben (Stand 2/2024), der die Teilnahme an beiden Disziplinen voraussetzt, erstellt.
| Offizielle Gesamtwertung | Offizielle Gesamtwertung | Offizielle Gesamtwertung | Offizielle Gesamtwertung | Offizielle Gesamtwertung | Gesamtwertung bei Teilnahme in beiden Wettbewerben | Gesamtwertung bei Teilnahme in beiden Wettbewerben | Gesamtwertung bei Teilnahme in beiden Wettbewerben | Gesamtwertung bei Teilnahme in beiden Wettbewerben | Gesamtwertung bei Teilnahme in beiden Wettbewerben |
| Rang                     | Pilot                    | 2er                      | 4er                      | Gesamtpunkte             | Rang                                               | Pilot                                              | 2er                                                | 4er                                                | Gesamtpunkte                                       |
| ------------------------ | ------------------------ | ------------------------ | ------------------------ | ------------------------ | -------------------------------------------------- | -------------------------------------------------- | -------------------------------------------------- | -------------------------------------------------- | -------------------------------------------------- |
| 01                       | Günther Huber            | 224                      | 190                      | 414                      | 01                                                 | Günther Huber                                      | 224                                                | 190                                                | 414                                                |
| 02                       | Brian Shimer             | 190                      | 172                      | 362                      | 02                                                 | Brian Shimer                                       | 190                                                | 172                                                | 362                                                |
| 03                       | Pierre Lueders           | 224                      | 125                      | 349                      | 03                                                 | Pierre Lueders                                     | 224                                                | 125                                                | 349                                                |
| 04                       | Marcel Rohner            | 133                      | 207                      | 340                      | 04                                                 | Marcel Rohner                                      | 133                                                | 207                                                | 340                                                |
| 05                       | Jim Herberich            | 174                      | 146                      | 320                      | 05                                                 | Jim Herberich                                      | 174                                                | 146                                                | 320                                                |
| 06                       | Hubert Schösser          | 159                      | 140                      | 299                      | 06                                                 | Hubert Schösser                                    | 159                                                | 140                                                | 299                                                |
| 07                       | Reto Götschi             | 148                      | 149                      | 297                      | 07                                                 | Reto Götschi                                       | 148                                                | 149                                                | 297                                                |
| 08                       | Dirk Wiese               | 109                      | 185                      | 294                      | 08                                                 | Dirk Wiese                                         | 109                                                | 185                                                | 294                                                |
| 09                       | Sean Olsson              | 154                      | 115                      | 269                      | 09                                                 | Sean Olsson                                        | 154                                                | 115                                                | 269                                                |
| 10                       | Sandis Prusis            | 119                      | 146                      | 265                      | 10                                                 | Sandis Prusis                                      | 119                                                | 146                                                | 265                                                |
| 11                       | Bruno Mingeon            | 105                      | 158                      | 263                      | 11                                                 | Bruno Mingeon                                      | 105                                                | 158                                                | 263                                                |
| 12                       | Chris Lori               | 126                      | 96                       | 222                      | 12                                                 | Chris Lori                                         | 126                                                | 96                                                 | 222                                                |
| 13                       | Tuffield Latour          | 128                      | 79                       | 207                      | 13                                                 | Tuffield Latour                                    | 128                                                | 79                                                 | 207                                                |
| 14                       | Jiri Dzmura              | 136                      | 69                       | 205                      | 14                                                 | Jiri Dzmura                                        | 136                                                | 69                                                 | 205                                                |
| 15                       | Wolfgang Hoppe           | −                        | 195                      | 195                      | 15                                                 | Christian Reich                                    | 72                                                 | 91                                                 | 163                                                |
| 16                       | Sepp Dostthaler          | 189                      | −                        | 189                      | 16                                                 | Éric Alard                                         | 106                                                | 50                                                 | 156                                                |
| 17                       | Christian Reich          | 72                       | 91                       | 163                      | 17                                                 | Pavel Puskar                                       | 109                                                | 45                                                 | 154                                                |
| 18                       | Éric Alard               | 106                      | 50                       | 156                      | 18                                                 | Fabrizio Tosini                                    | 56                                                 | 86                                                 | 142                                                |
| 19                       | Pavel Puskar             | 109                      | 45                       | 154                      | 19                                                 | Kurt Einberger                                     | 46                                                 | 85                                                 | 131                                                |
| 20                       | Fabrizio Tosini          | 56                       | 86                       | 142                      | 20                                                 | Hannes Conti                                       | 80                                                 | 50                                                 | 130                                                |
| 21                       | Harald Czudaj            | −                        | 136                      | 136                      | 21                                                 | Toshio Wakita                                      | 46                                                 | 59                                                 | 105                                                |
| 22                       | Kurt Einberger           | 46                       | 85                       | 131                      | 22                                                 | Dieter Kofler                                      | 50                                                 | 46                                                 | 96                                                 |
| 23                       | Hannes Conti             | 80                       | 50                       | 130                      | 23                                                 | Gilbert Bessi                                      | 32                                                 | 52                                                 | 84                                                 |
| 24                       | Toshio Wakita            | 46                       | 59                       | 105                      | 24                                                 | Naomi Tagewaki                                     | 46                                                 | 29                                                 | 75                                                 |
| 25                       | Matthias Benesch         | 103                      | −                        | 103                      | 25                                                 | Arend Glas                                         | 23                                                 | 42                                                 | 65                                                 |
| 26                       | Dieter Kofler            | 50                       | 46                       | 96                       | 26                                                 | Arnfinn Kristiansen                                | 21                                                 | 42                                                 | 63                                                 |
| 27                       | Gilbert Bessi            | 32                       | 52                       | 84                       | 27                                                 | Dominik Scherrer                                   | 32                                                 | 31                                                 | 63                                                 |
| 28                       | Naomi Tagewaki           | 46                       | 29                       | 75                       | 28                                                 | Christoph Langen                                   | 26                                                 | 34                                                 | 60                                                 |
| 29                       | Arend Glas               | 23                       | 42                       | 65                       | 29                                                 | Pavel Chtcheglovski                                | 22                                                 | 23                                                 | 45                                                 |
| 30                       | Arnfinn Kristiansen      | 21                       | 42                       | 63                       | 30                                                 | Rob Pope                                           | 4                                                  | 15                                                 | 19                                                 |
| 31                       | Dominik Scherrer         | 32                       | 31                       | 63                       | 31                                                 | Petr Ramseidl                                      | 8                                                  | 4                                                  | 12                                                 |
| 32                       | Christoph Langen         | 26                       | 34                       | 60                       | 32                                                 | Gerhard Rainer                                     | 6                                                  | 3                                                  | 9                                                  |
| 33                       | Pavel Chtcheglovski      | 22                       | 23                       | 45                       | 33                                                 | Jason Giobbi                                       | 1                                                  | 6                                                  | 7                                                  |
| 34                       | Michel Vatrican          | 43                       | −                        | 43                       | 34                                                 | Paul Neagu                                         | 0                                                  | 6                                                  | 6                                                  |
| 35                       | Rob Geurts               | 38                       | −                        | 38                       | 35                                                 | Kuan-Ming Sun                                      | 1                                                  | 2                                                  | 3                                                  |
| 36                       | Gray Kittle              | 24                       | −                        | 24                       | 36                                                 | Florian Enache                                     | 0                                                  | 2                                                  | 2                                                  |
| 37                       | Rene Spies               | 23                       | −                        | 23                       |                                                    |                                                    |                                                    |                                                    |                                                    |
| 38                       | Silvio Calcagno          | 20                       | −                        | 20                       |                                                    |                                                    |                                                    |                                                    |                                                    |
| 39                       | Rob Pope                 | 4                        | 15                       | 19                       |                                                    |                                                    |                                                    |                                                    |                                                    |
| 40                       | Graham Richardson        | 16                       | −                        | 16                       |                                                    |                                                    |                                                    |                                                    |                                                    |
| 41                       | Pasquale Gesuito         | −                        | 15                       | 15                       |                                                    |                                                    |                                                    |                                                    |                                                    |
| 42                       | Dudley Stokes            | −                        | 15                       | 15                       |                                                    |                                                    |                                                    |                                                    |                                                    |
| 43                       | Petr Ramseidl            | 8                        | 4                        | 12                       |                                                    |                                                    |                                                    |                                                    |                                                    |
| 44                       | Guy Luedi                | −                        | 11                       | 11                       |                                                    |                                                    |                                                    |                                                    |                                                    |
| 45                       | Gerhard Rainer           | 6                        | 3                        | 9                        |                                                    |                                                    |                                                    |                                                    |                                                    |
| 46                       | Jason Giobbi             | 1                        | 6                        | 7                        |                                                    |                                                    |                                                    |                                                    |                                                    |
| 47                       | Paul Neagu               | 0                        | 6                        | 6                        |                                                    |                                                    |                                                    |                                                    |                                                    |
| 48                       | Yuri Pantschuk           | 4                        | −                        | 4                        |                                                    |                                                    |                                                    |                                                    |                                                    |
| 49                       | Vitali Sacharenko        | 3                        | −                        | 3                        |                                                    |                                                    |                                                    |                                                    |                                                    |
| 50                       | Kuan-Ming Sun            | 1                        | 2                        | 3                        |                                                    |                                                    |                                                    |                                                    |                                                    |
| 51                       | Florian Enache           | 0                        | 2                        | 2                        |                                                    |                                                    |                                                    |                                                    |                                                    |
| 52                       | Gregory Sun              | 1                        | −                        | 1                        |                                                    |                                                    |                                                    |                                                    |                                                    |
| 53                       | Gatis Guts               | 1                        | −                        | 1                        |                                                    |                                                    |                                                    |                                                    |                                                    |
| 54                       | Bart Carpentier          | 0                        | −                        | 0                        |                                                    |                                                    |                                                    |                                                    |                                                    |
| 54                       | Albert Grimaldi          | −                        | 0                        | 0                        |                                                    |                                                    |                                                    |                                                    |                                                    |